# میلان نووی
میلان نووی (چکی: Milan Nový؛ زادهٔ ۲۳ سپتامبر ۱۹۵۱) بازیکن هاکی روی یخ اهل چکسلواکی بود.